# Portugese ontdekkingsreizen en het Portugese Rijk

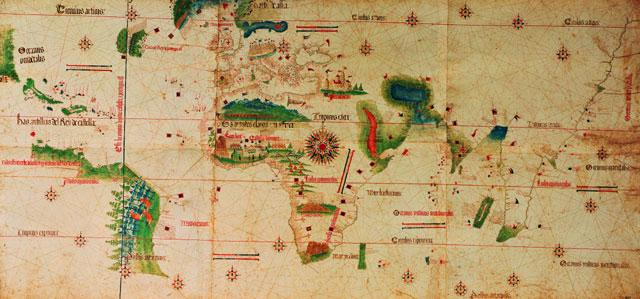
Cantino-planisfeer (1502), de oudste bekende nautische kaart uit Portugal, waarop de reizen van Vasco da Gama naar India, Columbus naar Centraal-Amerika, Gaspar Corte Real naar Newfoundland en Pedro Álvares Cabral naar Brazilië worden weergegeven. De scheidingslijn van Tordesillas wordt ook weergegeven (links)

De ontdekkingsreizen van Portugal waren een verzameling veroveringen gemaakt door de Portugezen tijdens reizen en ontdekkingstochten over zee tussen 1415 en 1543 die begonnen met de slag bij Ceuta in Afrika. De ontdekkingsreizen leidden tot de Portugese expansie en droegen voor een belangrijk deel bij aan het creëren van de wereldkaart. De ontdekkingsreizen begonnen met de Reconquista en werden gemotiveerd door de zoektocht naar alternatieve routes voor de handel in het Middellandse Zeegebied. Met de ontdekkingstochten luidden de Portugezen het tijdperk van de grote ontdekkingen in Europa in, dat duurde van de 15e tot de 17e eeuw. Daarnaast werd er met de reizen een grote vooruitgang geboekt in de nautische technologie en wetenschap, cartografie en astronomie. In dit tijdperk werden de eerste schepen ontworpen die veilig op open zee konden varen in de Atlantische Oceaan.
Al tijdens de regeerperiode van koning Dionysius (1279) en de expedities naar de Canarische Eilanden tijdens de periode van koning Alfons IV werden er ontdekkingstochten gemaakt, maar pas na de verovering van Ceuta in 1415 begon Portugal met een nationaal project van systematische zeetochten: de Portugese ontdekkingsreizen.
Na afloop van de Reconquista leefde de wens voort om islamitische volkeren te veroveren en te kerstenen. De Portugezen richtten zich daarom op Noord-Afrika, waar de Moren die zich op het Iberisch Schiereiland hadden gevestigd vandaan waren gekomen. Ze voeren gestaag langs de kust van het Afrikaanse continent, passeerden de Kaap de Goede Hoop en voeren de Indische Oceaan op in de hoop nieuwe handelsroutes te ontdekken. In 1498 arriveerden de Portugezen in India. Ongeveer tegelijkertijd exploreerden ze de andere kant van de Atlantische oceaan en Brazilië werd in 1500 ontdekt. Onderweg naar het uiteinde van Azië arriveerden ze in 1513 in China en in Japan in 1543.
De expedities vonden plaats gedurende de regeerperiodes van meerdere koningen, beginnend met de exploraties van de Afrikaanse en Amerikaanse kust in opdracht van Peter, hertog van Coimbra en Hendrik de Zeevaarder, de zoons van koning Johan I en zijn neefje Ferdinand, hertog van Viseu, en lopend tot de ontdekking van een alternatieve zeeroute naar India tijdens de regeerperiode van koning Johan II. Het hoogtepunt lag in de periode van Emanuel I, toen het overzeese rijk van Portugal werd versterkt.

## Vooraf
Met het verdrag van Alcañices (1297) legde koning Dionysius I van Portugal de grenzen van Portugal vast. Onder zijn bewind kwam de maritieme handel op gang voornamelijk naar de West- en Noord-Europese landen. In 1293 stelde hij de Bolsa dos Mercadores (letterlijk Handelaarsbeurs) in, wat een soort verzekering was voor de Portugese handelaars die in het graafschap Vlaanderen woonden. Wijn en gedroogde vruchten uit de Algarve werden in Vlaanderen en Engeland verkocht, zout uit de gebieden rond Lissabon, Setúbal en Aveiro werden naar Noord-Europa geëxporteerd, naast leer en kermes, een scharlaken kleurstof. De Portugezen importeerden harnassen en wapens, dure kleren en verschillende producten uit Vlaanderen en Italië.

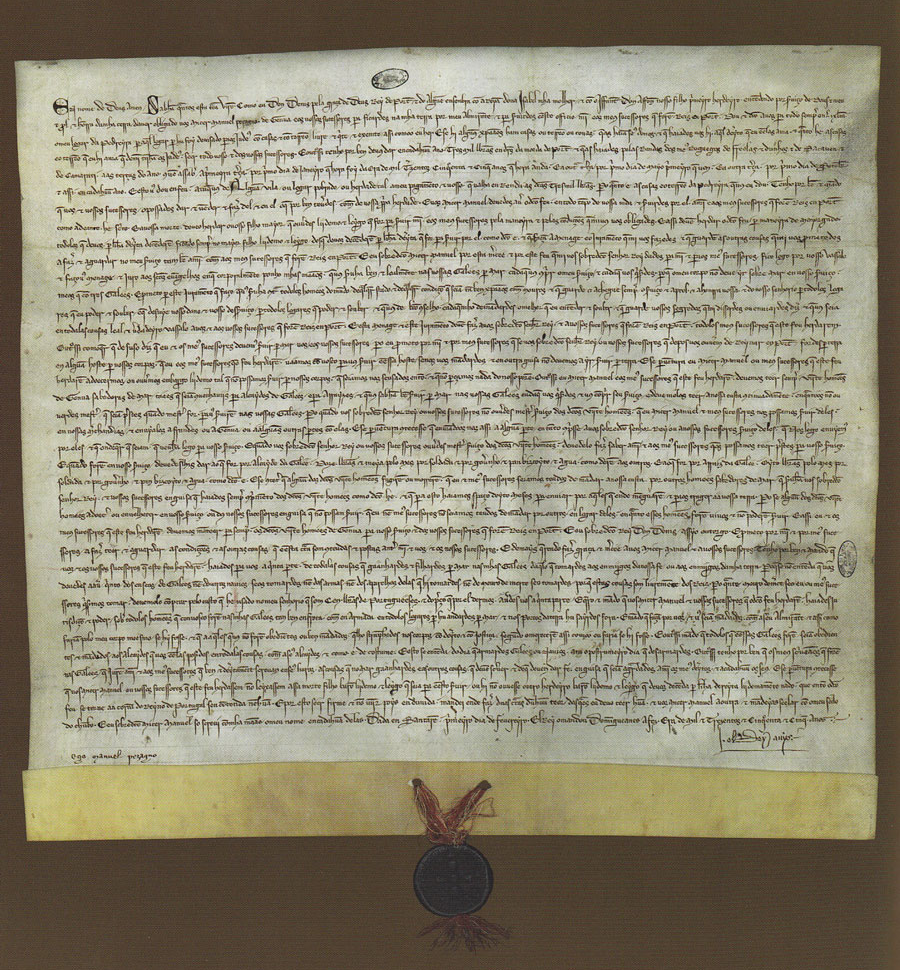
Royal charter van koning Dionysius, gedateerd op 1 februari 1317, waarmee Emanuele Pessagno uit Genua als eerste admiraal van Portugal werd aangesteld

In 1317 sloot koning Dionysius een akkoord met Emanuele Pessagno uit Genua, waarin hij als admiraal van de koninklijke vloot werd uitgeroepen met handelsrechten voor zijn eigen land, in ruil voor twintig schepen met bijbehorende bemanning en met als doel om de kusten van het land te beschermen tegen de piraterij (vaak door moslims). Aangezien ze gedwongen waren hun activiteiten op de Zwarte Zee terug te brengen, richtten de handelaars uit de Republiek Genua zich op de handel met Noord-Afrika in tarwe, olijfolie en goud. Ze verhandelden dit tot in de havens van Brugge en Engeland. In datzelfde jaar stichtte hij de ridderorde van Christus.
Koning Alfons IV (1325-1357) zette met publieke financiering een commerciële vloot op en gaf opdracht voor de eerste maritieme ontdekkingstochten, onder andere met de hulp van Genuees, Emanuele Pessagno. Officieel werden de Canarische eilanden, herontdekt in 1312 door de Genuees Lancelotto Malocello. Koning Alfons IV zond in 1341 een expeditie vloot om de eilanden in kaart te brengen. Dit kwam ter ore aan prins Luís de la Cerda, die hulp vroeg aan paus Clemens VI om de eilanden te kerstenen. Daarna claimde Alfons XI van Castilië op basis van oude documenten de eilanden voor zich. In 1402 veroverde de Fransman Jean de Béthencourt de Canarische eilanden voor Hendrik III van Castilië. De Canarische Eilanden riepen vanaf het begin de aandacht van zowel de Portugezen als de Spanjaarden; ze lagen namelijk dicht bij de Afrikaanse kust en hadden grote economische en strategische waarde. Onenigheid over de eilanden leidde tot het eerste Iberische conflict ten gevolge van de expansie. Er kwam een einde aan met het verdrag van Alcáçovas-Toledo in 1479.
In de tweede helft van de 14e eeuw leidden meerdere plagen van de builenpest tot een ernstige bevolkingskrimp: de economie was extreem geregionaliseerd in een paar steden en de migratie vanaf het platteland leidde tot een verwaarlozing van de landbouw en tot een toename van werkloosheid in de nederzettingen. Alleen de zee bood alternatieve mogelijkheden, aangezien het grootste deel van de bevolking zich in de kustgebieden bevond vanwege de visserij en de handel.
In 1353 werd er een handelsverdrag getekend met Engeland waarin werd bepaald dat Portugese vissers voor de kust van Engeland mochten vissen. Hiermee werd de basis gelegd voor het latere Verdrag van Windsor in 1386. In 1395 stelde koning Johan I een wet in om de handel van buitenlandse handelaars te reguleren.
Historici zijn het er over eens dat de Portugese verovering op Ceuta het begin van de Portugese expansie inluidde. Ceuta werd in 1415 relatief gemakkelijk ingenomen door een expeditie onder bevel van koning Johan I. De overzeese tochten zouden een grote impuls krijgen door Hendrik de Zeevaarder, die wereldwijd bekend zou komen te staan als drijvende kracht achter de Portugese ontdekkingsreizen. Ferdinand, hertog van Beja en Viseu, neef van Hendrik de Zeevaarder, zou dit later voortzetten.

### Redenen

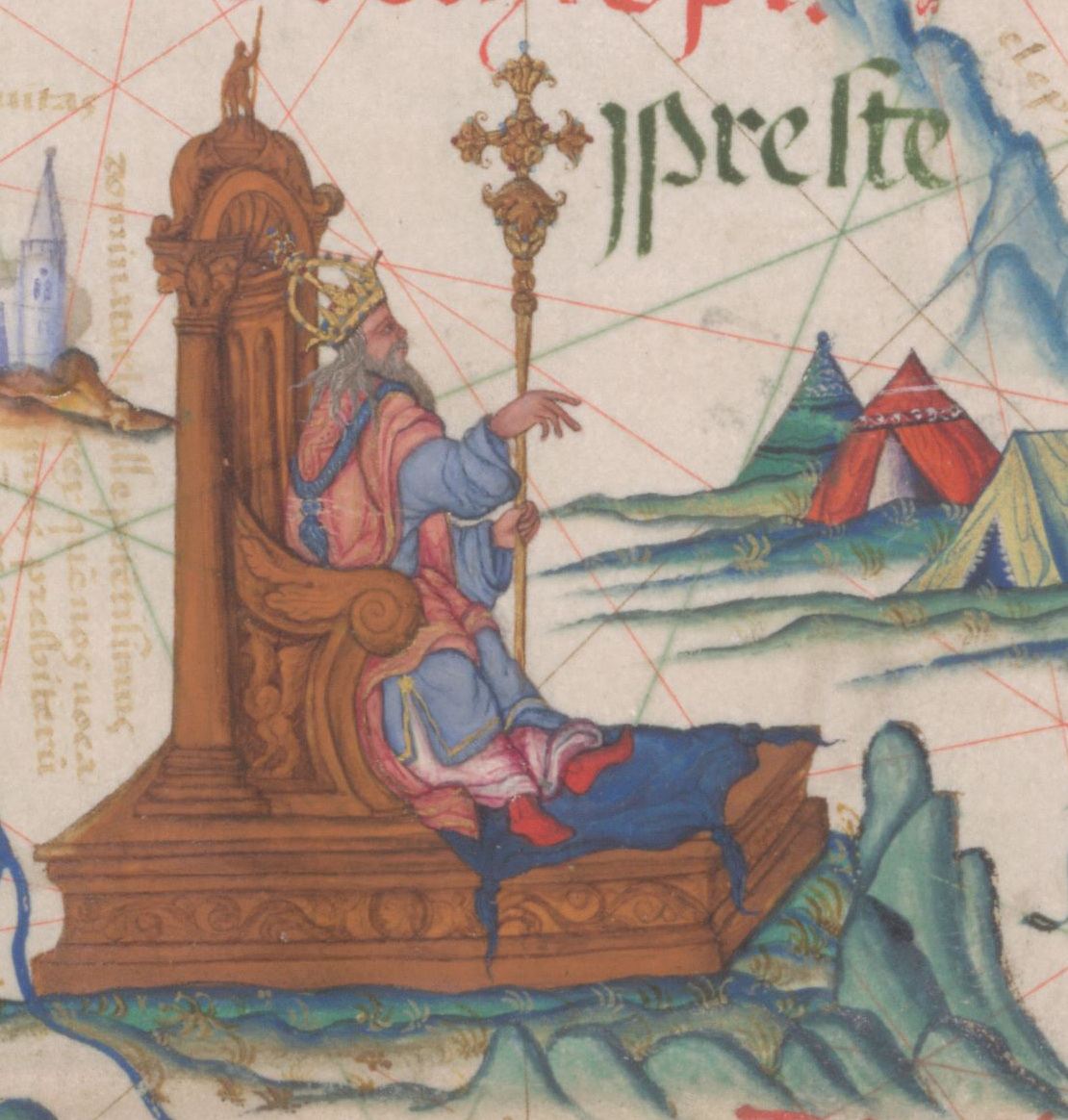
Weergave van Pape Jan op de troon. Kaart van Oost-Afrika in Queen Mary's Atlas, Diogo Homem, 1558, British Museum

Tot aan de 19e eeuw werd als enige reden voor de veroveringen in Marokko door het Portugese koninkrijk als een onderdeel van de Reconquista opgegeven. Kroniekschrijver Gomes Eanes de Zurara schreef dat de zeevaarders hun redenen en de geleerden hun eigen redenen hadden, maar dat de beslissing viel bij koning Johan I. Hij schreef: Ik zou het niet als overwinning beschouwen, en ik eerlijk gezegd zou het ook niet doen, zelfs als ik de hele wereld van mij zou kunnen maken, als ik niet zou denken dat het op de een of andere manier een dienst van God is. De religieuze motivatie was dominant over andere en werd ook aangewezen als belangrijkste reden voor de ontdekkingstochten door onder anderen João de Barros, Luís de Camões en Gil Vicente. De paus gaf zijn zegen om de Moorse kapers te bevechten en om interventies te mogen doen in het ongelovige gebied in Noord-Afrika.
De moslims hadden de straat van Gibraltar in handen en hadden de macht in Granada. Vanwege de geografische positie kon Ceuta als basis fungeren voor de zeetochten tussen het Apennijns Schiereiland en Portugal en waarmee de piraterij van de Moren langs de Atlantische kusten ook kon worden gehinderd.
In de 20e eeuw waren er historici die dachten dat het voornaamste belang bij de verovering op Ceuta van economische aard was: om directe toegang te vinden tot de bronnen van tarwe, goud of slaven in Noord-Afrika. Deze hypothese werd door anderen weerlegd.
De veroveringen in Marokko baanden echter de weg voor de ontdekkingsreizen. Volgens Gomes Eanes de Zurara hadden de expedities, onder leiding van Hendrik de Zeevaarder vijf redenen:
1. het land voorbij de Canarische Eilanden en kaap Bojador verkennen;
2. handel naar het koninkrijk brengen;
3. leren tot waar de macht van de moslims reikte;
4. bondgenoten vinden die konden helpen in de oorlog die al 31 jaar duurde;
5. het christelijk geloof te brengen naar elke ziel die gered wilde worden.

In 1453, nadat de Ottomanen Constantinopel in hadden genomen, zakte de handel in het Middellandse Zeegebied van Venetië en Genua in elkaar. Het vinden van een alternatieve route werd van groot belang. Portugal ging op zoek naar een directe verbinding tussen de specerijproducenten en de markt in Europa. Hierna was de reden voor de Portugese expansie niet meer uitsluitend religieus, maar speelden ook commerciële overwegingen een grote rol.

## Periode Hendrik de Zeevaarder (1420-1460)

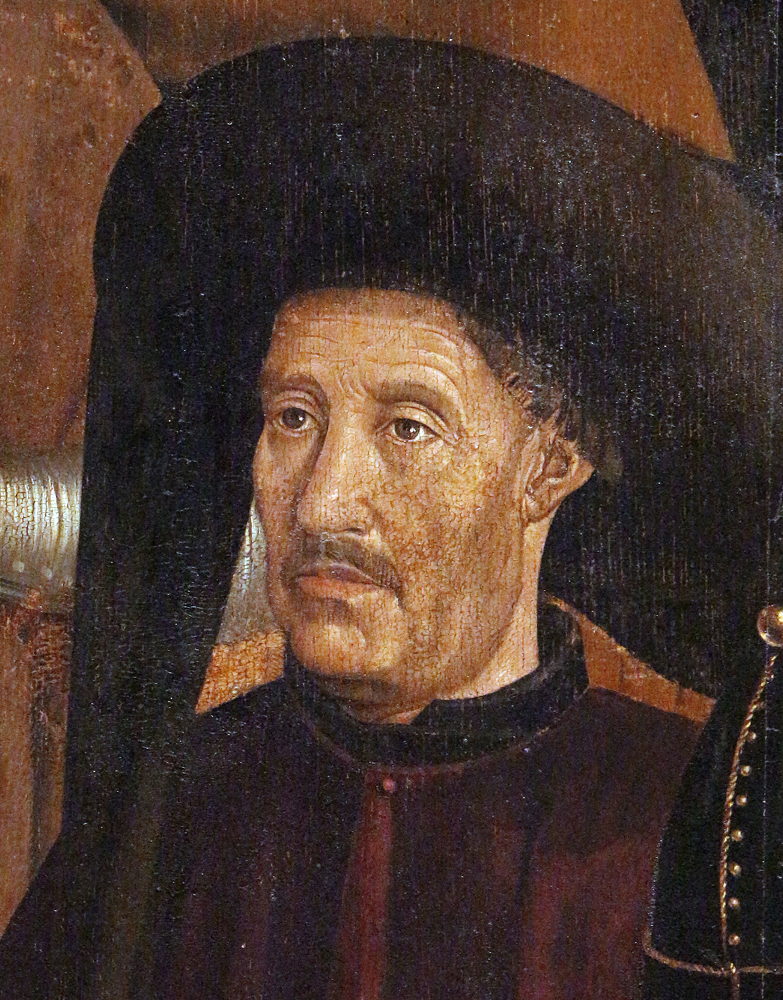
Hendrik de Zeevaarder

De overwinning op Ceuta in 1415 wordt meestal als beginpunt van de Portugese ontdekkingsreizen beschouwd. Hendrik de Zeevaarder begon daarna met expedities langs de Atlantische kust, met de financiële steun van het Koninkrijk Portugal, zijn eigen persoonlijke kapitaal en van de Orde van Christus, waarvan hij sinds 1420 grootmeester was. De eerste tochten vertrokken vanuit de haven van Castro Marim, in het zuiden van Portugal. Hij richtte ook havens op in Lagos en Sagres, beiden in het zuiden van het land. Hij werd bijgestaan door cartografen, astronomen en piloten. Prins Hendrik wilde ook een bondgenootschap opzetten met Pape Jan, een fictieve christelijke prins die heerste over Ethiopië. Met hulp van dit bondgenootschap, hoopte hij Kruistochten op wereldwijde schaal op te zetten, het Paradijs te bereiken (het Hof van Eden), waar Pape Jan heerser over was, en de moslims te verjagen uit het Heilige Land. Na de verovering op Ceuta werden de prinsen uitgeroepen tot ridder.

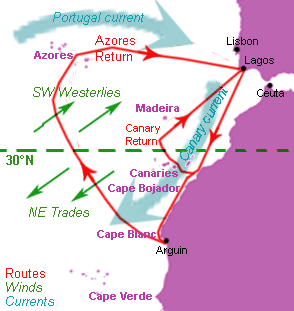
Hendriks routes (ca. 1430-1460): windrichtingen (groen), zeestromen (blauwl) en routes (rood). Hoe verder naar het zuiden hij voer, hoe groter de volta die nodig was om terug te keren

#### Madeira
In 1418, nog tijdens de regeerperiode van koning Johan I en onder leiding van Hendrik de Zeevaarder werd het eiland Porto Santo ontdekt, door João Gonçalves Zarco en later ook het eiland Madeira door Tristão Vaz Teixeira. Het gaat om een herontdekking, aangezien het bestaan van de eilanden al bekend was in de 14e eeuw, zoals te zien is op Italiaanse en Catalaanse kaarten uit die periode. De eilanden waren onbewoond, maar vanwege het gunstige klimaat konden de Portugezen de eilanden bevolken en er landbouw opzetten.

#### De Azoren
In 1427 werd het eerste contact gelegd met de archipel van de Azoren door Diogo de Silves. In datzelfde jaar werd de oostelijke groep eilanden van de Azoren ontdekt: São Miguel en Santa Maria. Daarna werd de centrale groep ontdekt, bestaande uit Terceira, Graciosa, São Jorge, Pico en Faial. In 1452 werd de westelijke groep (Flores en Corvo) ontdekt door Diogo de Teive.

#### Westkust van Afrika
In 1434 voer Gil Eanes om de kaap Bojador, waarvan de Portugezen vreesden dat er zeemonsters leefden. Het jaar daarop kwamen Eanes en Afonso Gonçalves Baldaia tot aan de Río de Oro, in de Westelijke Sahara. Koning Eduard van Portugal (1433-1438) steunde zijn oom Hendrik in zijn ontdekkingsreizen, maar niet zijn onderneming om Tanger, Noord-Afrika te veroveren.

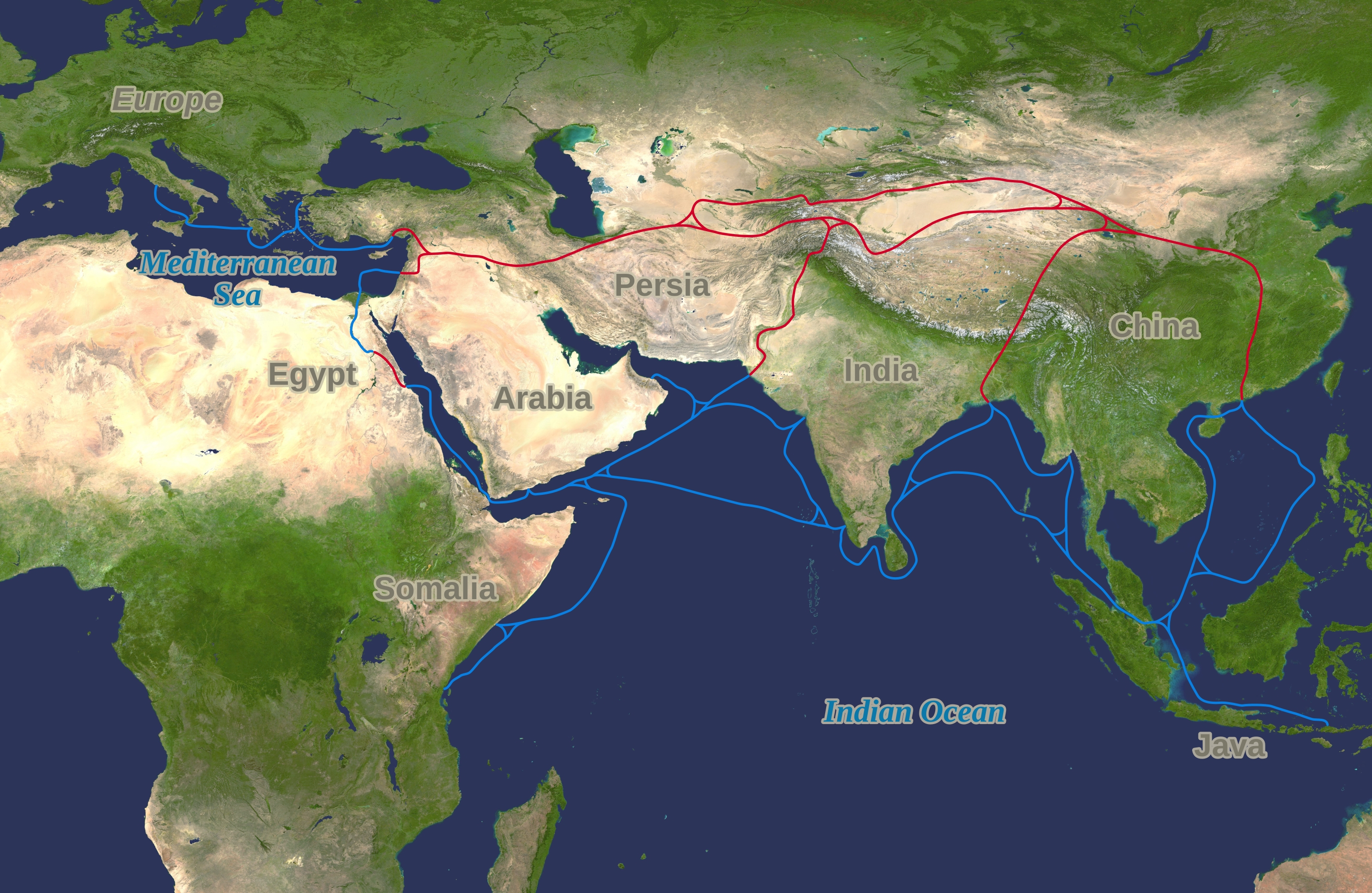
De belangrijke specerij- en zijderoutes werden geblokkeerd door de Ottomanen in 1453 na de Val van Constantinopel. Hierdoor gingen de Portugezen op zoek naar alternatieve, overzeese routes

Tijdens de regeerperiode van koning Alfons V, in 1441, werd Antão Gonçalves opgedragen om de Río de Oro te ontdekken. Hij ving de eerste Afrikaanse gevangenen: een man met een bruine huidkleur die door de Portugezen azenegue werd genoemd en een zwarte moor. In datzelfde jaar bereikte Nuno Tristão de Witte Kaap. In het gebied van de Río de Oro werden goudpoeder en enkele slaven ontdekt. Hiermee werd het economisch belang van de Afrikaanse kust bevestigd. In 1456 ontdekte Diogo Gomes Kaapverdië nog gedurende de 15e eeuw werden de eilanden bevolkt.
In 1454 werd de bul Romanus Pontifex uitgezonden door paus Nicolaas V waarin de ontdekkingsreizen werden erkend en waarin ook werd vastgesteld dat alle nieuwe gebieden die ontdekt zouden worden ten zuiden van Kaap Bojador tot Portugal zouden komen te behoren. Ook werd daarin toestemming gegeven om niet-christenen tot slaaf te maken als missionaire activiteit. Portugal kon nu belasting heffen over zeevaart en handel in die gebieden. Het volgende jaar kwamen de eerste ladingen suiker van Madeira aan in Bristol.
In 1460 bereikte Pêro de Sintra Sierra Leone. In datzelfde jaar overleed Hendrik de Zeevaarder.

## Periode 1460-1480

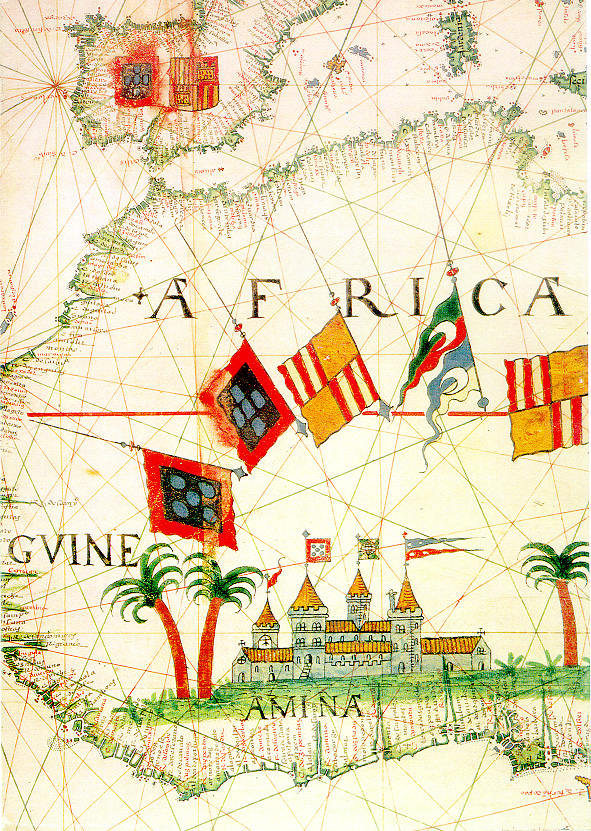
Kaart van de westkust van Afrika met de factorij A mina, 16e eeuw

Na de dood van Hendrik de Zeevaarder nam zijn neef Ferdinand van Viseu het bewind over. Ferdinand had meer ridderlijke ambities en stak zijn energie in de verovering van Marokko. In 1469 verleende zijn broer koning Alfons V het monopolie op de Golf van Guinee aan Fernão Gomes, een handelaar uit Lissabon, tegen een jaarlijkse huur van 200.000 réis. In het contract werd verder bepaald dat Gomes de ontdekkingen moest voortzetten en tot honderd leuga's (150 mijl) langs de kust verder moest varen.
Met behulp van zeevaarders als João de Santarém, Pêro Escobar, Lopo Gonçalves, Fernão do Pó en Pedro de Sintra, hield Fernão Gomes zich aan zijn contract en ging hij nog een stap verder. Onder zijn sponsorship werd de Kaap van Santa Catarina bereikt, gelegen in de Zuidelijke Hemisfeer. João de Santarém en Pêro Escobar verkenden de noordelijke kust van de golf van Guinee en bereikten de goudmijn van Elmina, Benin, Calabar en Gabon en de eilanden Sao Tomé en Principe en Annobón. Met de ontdekking van Elmina en Goudkust werd in 1471 een bloeiende goudhandel ontdekt.
Volgens sommigen ontdekte João Vaz Corte-Real in 1472 Newfoundland, al wordt dit betwist. Lopo Gonçalves voer in 1473 voorbij de evenaar.
Intussen mengde Alfons V zich in de Castiliaanse successieoorlog (1475-1479). In 1479 sloot Portugal met Castilië het verdrag van Alcáçovas-Toledo, waarmee onder andere een overeenkomst werd gesloten over de overzeese gebieden : de Portugese heerschappij over Madeira, de archipel van de Azoren en Kaapverdië en de kust van Guinee werd erkend door Spanje, terwijl Spanje de Canarische Eilanden kreeg en toezegde niet voorbij Kaap Bojador te varen.
Het verdrag verdeelde de ontdekte gebieden door een parallel ter hoogte van de Canarische Eilanden, waarmee de wereld werd verdeeld in twee hemisferen: noord, voor Castilië; en zuid, voor Portugal.

## Periode Johan II (1480-1495)

### Contact met het Koninkrijk Kongo
Dankzij de inkomsten van Elmina werden de ontdekkingsreizen verder gezet. Sint George van Elmina, een fort, werd in 1482 gebouwd. Koning Johan II van Portugal stuurde Diogo Cão op ontdekkingsreis. Hetzelfde jaar bereikte Diogo Cão de monding van de rivier de Kongo. De eerste samenwerking tussen Europeanen en het Koninkrijk Kongo vond plaats. Op zijn tweede reis (1484-1486) bereikte hij Kaap Kruis, een landpunt aan de Namibische kust.

### Contact met India

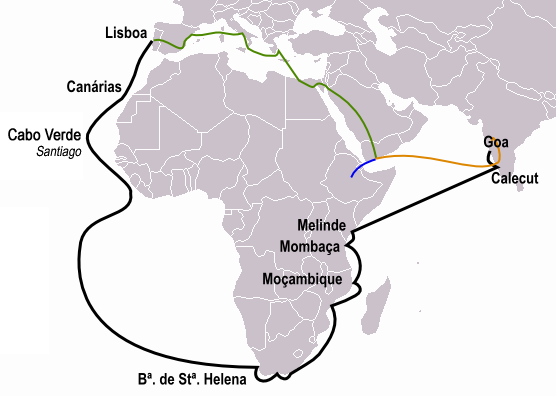
In het zwart de weg van Vasco da Gama, de andere kleuren is de reis Pêro da Covilhã

In 1487 werden Afonso de Paiva en Pêro da Covilhã door koning Johan II op een expeditie gestuurd, via de Middellandse Zee, om Pape Jan te vinden en informatie te winnen over de specerij-eilanden. Terzelfder tijd kreeg Bartolomeu Dias dezelfde opdracht via de Atlantische oceaan. In 1488 rondde Bartolomeu Kaap de Goede Hoop. Hiermee werd een zeeverbinding gelegd tussen de Atlantische en Indische Oceaan.
Tijdens de regeerperiode van Johan II werden de eilanden Sao Tomé en Principe bevolkt.
In 1492 werd Abraham Zacuto verbannen uit Spanje omdat hij joods was en hij kwam in Portugal wonen. Hij nam astronomische kalenders mee die de Portugese zeevaarders zouden helpen op zee.

### Verdrag van Tordesillas

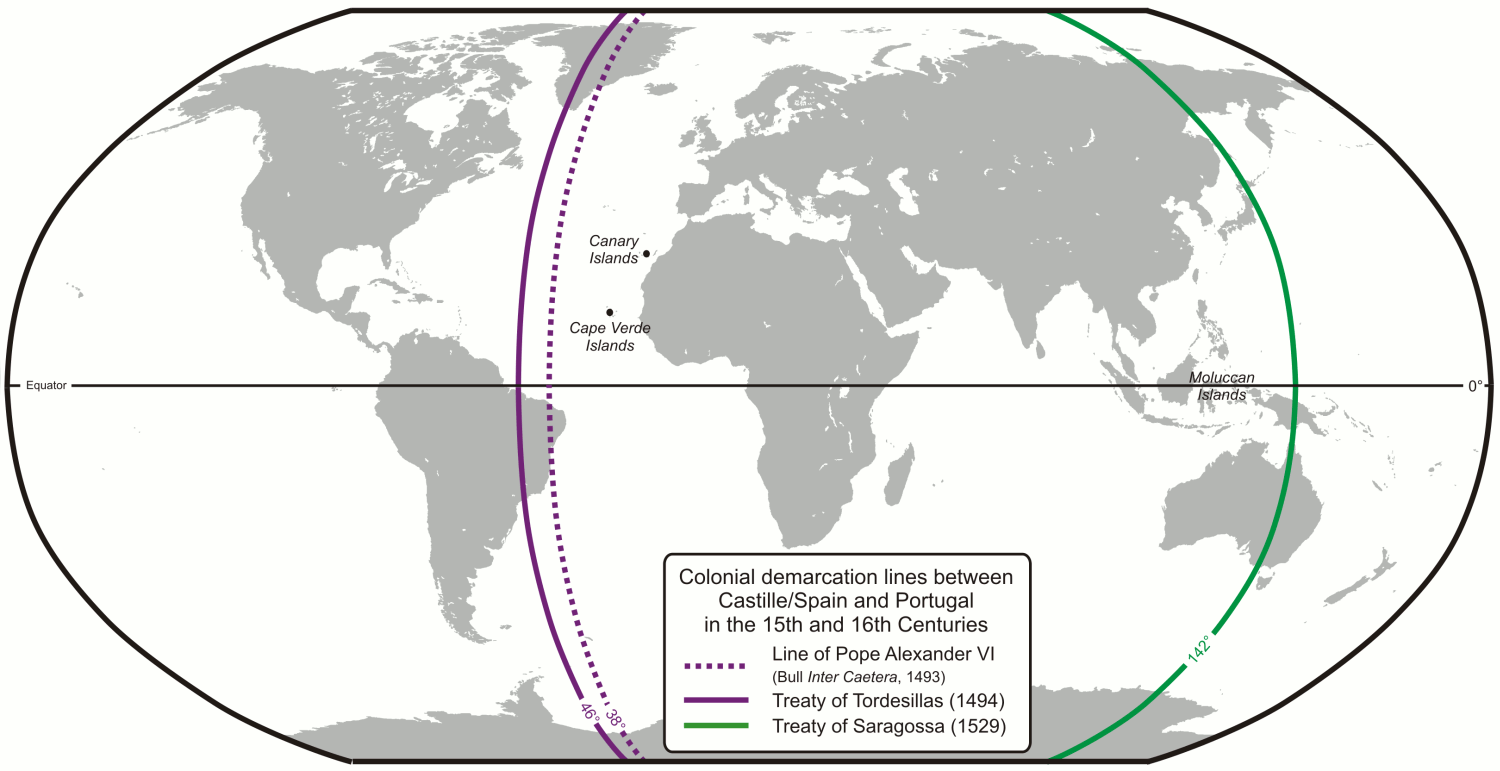
De meridiaan van Tordesillas (paars) van 1494 en de antimeridiaan (groen) die werd vastgesteld in het verdrag van Zaragoza in 1529

Nadat Christoffel Columbus in 1492 in Amerika gearriveerd was, werden drie bullen afgevaardigd door de paus, waarin dit gebied aan Spanje werd toegekend. Portugese kosmografen protesteerden en waren van mening dat het nieuw ontdekte land in het gebied lag dat eerder aan Portugal was toegewezen.
Het lukte Johan II om opnieuw te onderhandelen, maar zonder bemoeienis van de paus. Hij stelde voor een parallel te trekken bij de Canarische Eilanden. De Spanjaarden wezen het eerste voorstel af, maar waren wel bereid om erover te onderhandelen. De diplomaten komen bijeen in Tordesillas.
Op 7 juni 1494 werd het verdrag van Tordesillas tussen Portugal en Castilho getekend. In het verdrag werd de wereld opgedeeld in twee gebieden voor ontdekking: de Portugese en Spaanse, waarbij Portugal de heerschappij zou krijgen over de ontdekte en nog te ontdekken gebieden die voor (dus ten oosten van) de denkbeeldige lijn op 370 leuga's (1.770 km) ten westen van de Kaapverdische eilanden lagen. Spanje zou heerschappij krijgen over de gebieden ten westen van de lijn.
Hiermee behield Portugal de heerschappij over de hele Zuid-Atlantische oceaan, wat van essentieel belang was voor de volta do mar, die werd gebruikt om de stromingen tegen te gaan die de schepen op weg naar de Kaap de Goede Hoop ernstig van koers zouden kunnen brengen. Hierdoor konden ze om de kaap heen blijven varen.

## Periode Emanuel I (1495-1521)

### Terug naar India
De laatste twee expedities hadden niet het verhoopte succes gebracht. Bartolomeu Dias was niet in India geraakt en Pêro da Covilhã zat gevangen in Abessinië. Een nieuwe expeditie was noodzakelijk nu de competitie om de wereld te veroveren, met Spanje was gestart. Volgens het plan van Johan II besloot koning Emanuel I de schepen voor te bereiden voor de ontdekkingstocht en hij koos Vasco da Gama, ridder uit zijn Huis, als kapitein van de vloot. Johan II had oorspronkelijk Vasco's vader, Estêvão da Gama, gekozen om de missie te leiden, maar zowel Johan als Estêvão waren tegen die tijd al overleden. Deze onderneming werd niet gewaardeerd door de hoge klassen. In 1495 werd er in het hof van Montemor-o-Novo bezwaar gemaakt tegen de plannen van de koning. Het hof was tevreden met de handel vanuit Guinee en Noord-Afrika en vreesde dat ze de macht over de overzeese gebieden zouden verliezen vanwege de hoge kosten die verbonden waren aan de ontdekkingstocht en het onderhouden van de zeeroutes die daaruit voort zouden komen.
De vloot van Vasco da Gama arriveerde uiteindelijk in India, tijdens de eerste Indische armada van 1497-1499. Op 8 juni 1497 begon de twee jaar durende rondreis, die afliep toen het schip Bérrio de Taag opvoer. Op 20 mei 1498 kwam Vasco da Gama aan in Calcutta. Hiermee werd de carreira da Índia, de zeeweg naar India gecreëerd.

### Aankomst in Brazilië

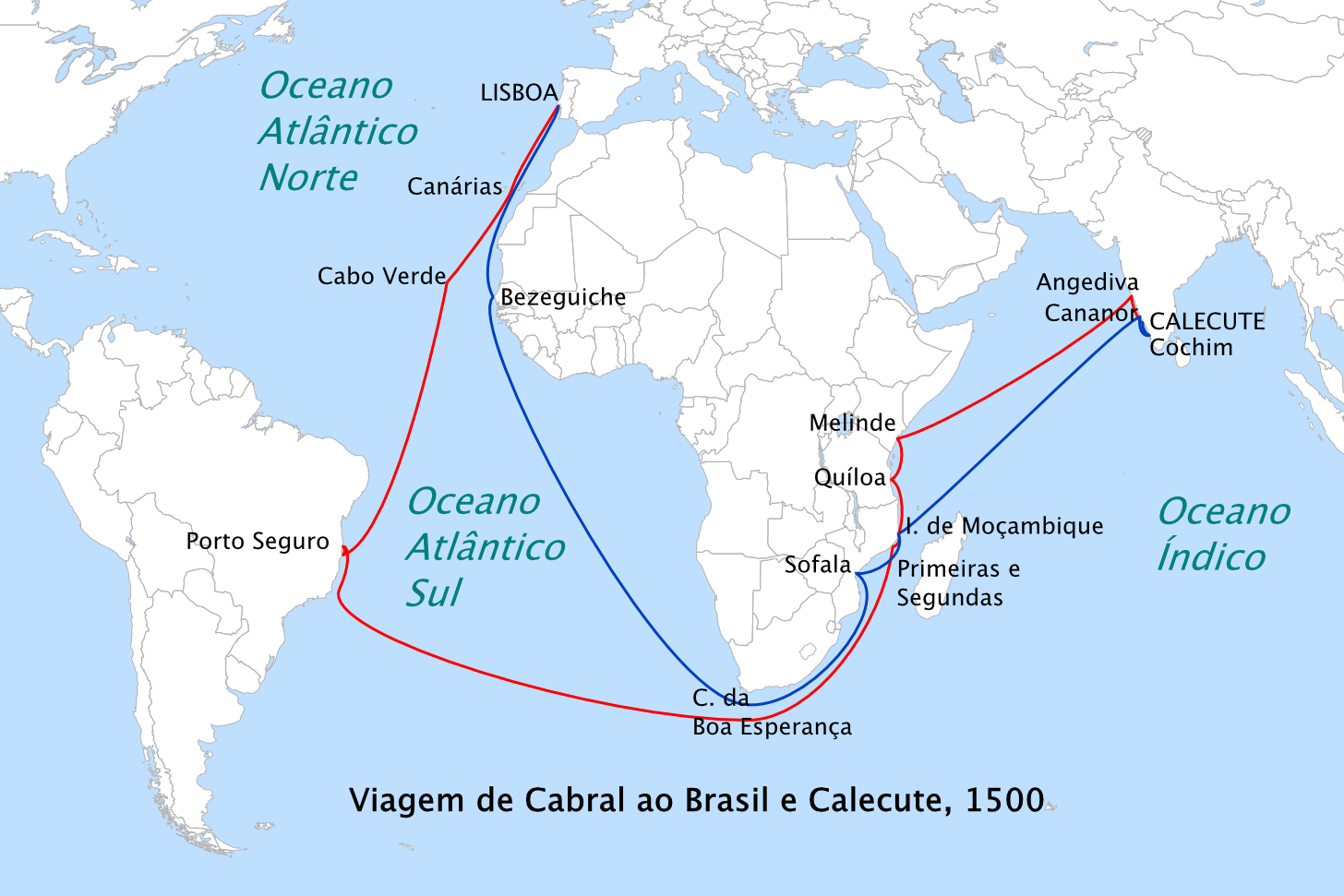
Route van Pedro Álvares Cabral in 1500 (rood) en de terugweg (blauw)

In 1499, na de terugkomst van Vasco da Gama, werd Pedro Álvares Cabral uitgeroepen tot kapitein-generaal van de vloot naar Indië. Het was zijn missie om diplomatieke en handelsrelaties op te zetten met Samorijn, om de reputatie van Portugal te verspreiden en om een commerciële tussenpost of factorij te bouwen en terug te keren met zoveel mogelijk handelswaar.
Zijn vloot was de best uitgeruste vloot van de 15e eeuw, bestaande uit 10 nefs en drie karvelen, waar tussen de 1200 en 1500 mannen mee werden vervoerd, waaronder bemanningsleden, soldaten en kerkelijken. Ervaren zeevaarders zoals Bartolomeu Dias en Nicolau Coelho maakten ook deel uit van de expeditie. Ze vertrokken op 9 maart 1500.
Pedro Álvares Cabral, week ergens in de buurt van de Kaapverdische Eilanden af van de route. Hij was van de Afrikaanse kust afgevaren en op 22 april 1500, na een reis van 43 dagen, kwam de Monte Pascoal, aan de zuidkust van Bahia, in zicht. De volgende dag vond het eerste contact plaats met de inheemse bevolking. Op 24 april, voer hij in noordelijke richting langs de kust op zoek naar een plek om aan land te gaan. Hij legde aan in de huidige baai van Santa Cruz Cabrália, in de buurt van Porto Seguro, waar hij bleef tot 2 mei.

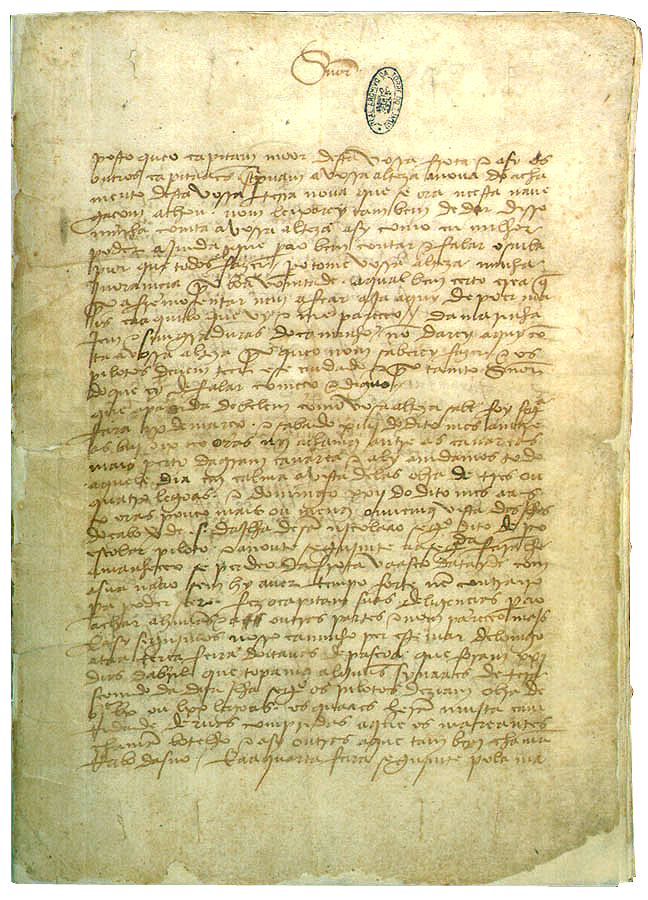
Brief aan koning Emanuel, geschreven door Pero Vaz de Caminha, waarin hij de door Cabral ontdekte Braziliaanse gebieden beschrijft

Cabral riep zichzelf uit tot eigenaar van het nieuwe land in naam van de Portugese kroon. Hij noemde het gebied Ilha de Vera Cruz (letterlijk Eiland van Vera Cruz), later Terra de Santa Cruz (land van het Heilige Kruis) en uiteindelijk Brazilië vanwege de enorme hoeveelheid aan hout van de Brazielboom. Hij stuurde een van de kleine schepen terug naar Portugal met het nieuws van de ontdekking. Daarna vertrok hij richting India.
Bij het omvaren van de kaap de Goede Hoop verloor de expeditie vier schepen, waaronder dat van Bartolomeu Dias, de zeevaarder die de kaap in 1488 had ontdekt. Op 10 augustus 1500 scheidde Diogo Dias zich, vanwege de sterke wind, af van de rest van de expeditie nadat ze de kaap de Goede Hoop hadden gepasseerd. Hij ontdekte een eiland dat hij São Lourenço noemde en dat later Madagaskar werd genoemd. Tijdens de storm raakte het schip verdwaald en zo werd Diogo Dias de eerste Portugese kapitein die over de Rode Zee voer. Hij kon niet verder varen naar India en keerde terug naar Portugal, met slechts zeven bemanningsleden over.
De vloot van Cabral arriveerde in Calcutta in 1501, waar hij in conflict kwam met de Samorijnen en waardoor de diplomatieke relatie werd verbroken. Hij voer verder naar het zuiden en zette een factorij op in Kochi.

### Geheime ontdekkingen en Duarte Pacheco Pereira
De expeditie van Pedro Álvares Cabral leidde tot een geschiedkundige discussie over het toeval of de intentie van de ontdekkingen. Een van de getuigen die het verdrag van Tordesillas ondertekende namens Portugal was Duarte Pacheco Pereira, een van de personen die Brazilië vermoedelijk al ontdekt hadden voor Cabral. Geen van beide hypothesen kunnen bewezen worden, maar wat zeker is dat Alonso de Ojeda, voor Spanje, in 1499, Venezuela had ontdekt. Aan boord van zijn schip bevond zich een zekere Amerigo Vespucci. Het flirten met de Tordesillaslijn was een feit.

### Aankomst op de Molukken en China

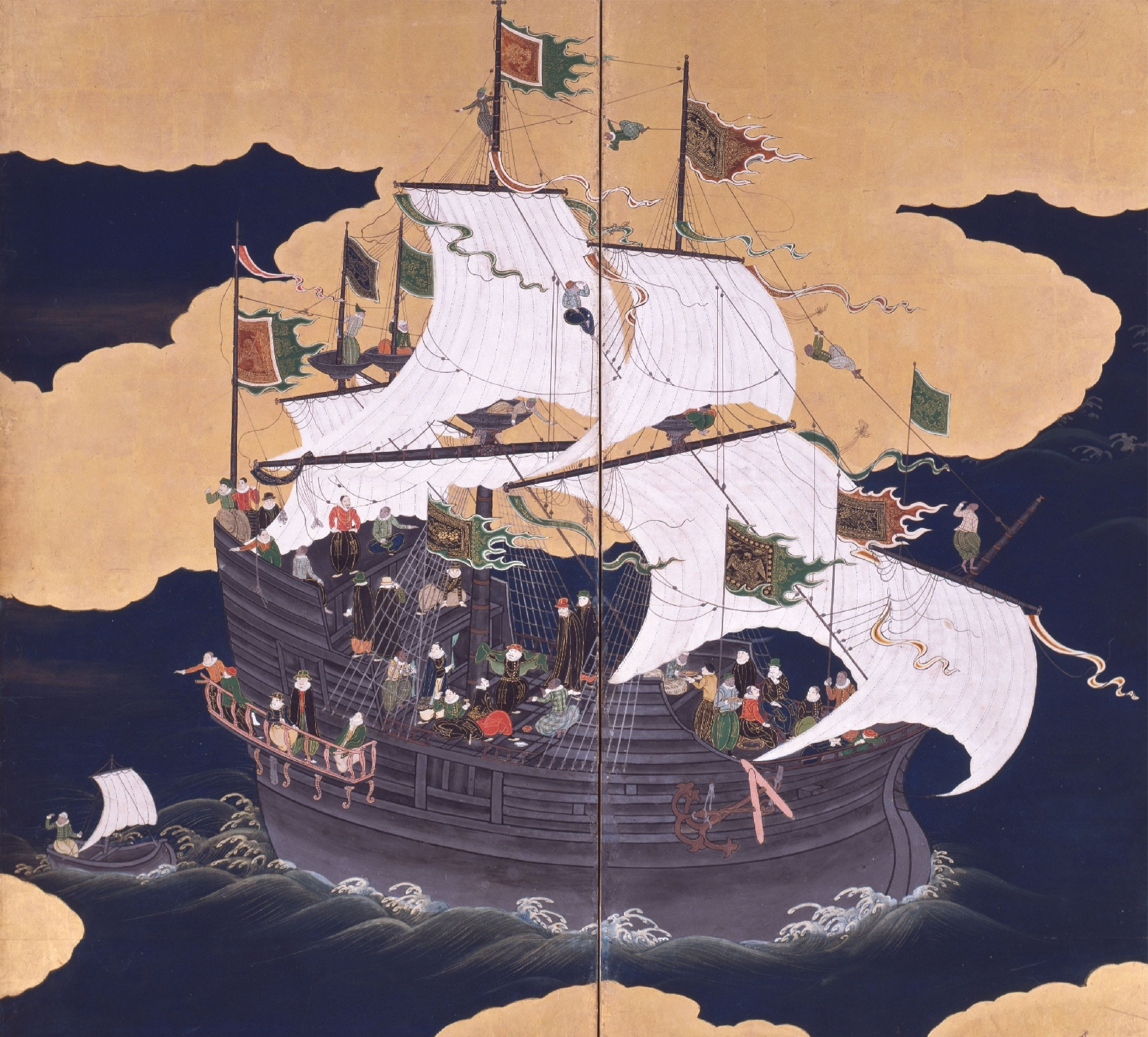
Portugese kraak in Nagasaki, een stad die door de Portugezen in Japan is gesticht in 1570. Japans schilderij uit de 17e eeuw

In 1510 veroverde Afonso de Albuquerque Goa in India en Malakka in Maleisië in 1511. Met Hormuz, veroverd in 1515, werden dit de grote Portugese handelsposten in de Indische Oceaan, waar schepen een cartaz moesten kopen.
Tegelijkertijd werd er geïnvesteerd in de diplomatieke relatie met handelaars uit Zuidoost-Azië, waaronder de Chinezen, in de hoop dat zei een goed woord zouden doen voor de Portugezen in de rest van het gebied. Afonso de Albuquerque zond Duarte Fernandes op een diplomatieke missie naar het Koninkrijk van Siam (tegenwoordig Thailand), waar hij de eerste Europeaan was en er een vriendschappelijke relatie tussen Portugal en Siam werd opgebouwd.
In november van datzelfde jaar zond hij António de Abreu en Francisco Serrão met de eerste Portugese schepen naar Zuidoost-Azië, op zoek naar de specerij-eilanden, geleid door Maleisische zeelieden. Zij werden de eerste Europeanen die aankwamen op de Banda-eilanden in de Molukken. Het schip van Serrão strandde in de buurt van Ceram en de sultan van Ternate, Abu Lais, stuurde bemanningen naar Ternate in 1512 om een bondgenootschap op te zetten met een sterke buitenlandse zeemacht. Vanaf dat moment kregen de Portugezen toestemming om factorijen op het eiland te bouwen.
In 1513 vertrok Jorge Álvares uit Malakka (in het huidige Maleisië) en kwam hij aan in Zuid-China. In de regio van Kanton werden enkele factorijen gebouwd en later volgde daar de tussenpost van Macau. Volgens de bekende documentatie was hij de eerste Europeaan die aankwam in het huidige Hong Kong.

### Strijd om het specerijenmonopolie
Door het openen van de Kaaproute hadden de Portugezen het specerijenmonopolie van de Venetianen in Europa doorbroken. Vanaf het begin van de 16e eeuw begonnen ze specerijen aan te voeren naar Lissabon en vandaar naar Antwerpen voor verdere verdeling in Europa. Maar op de lange zeeroute tastte bilge de waar aan, zodat niet dezelfde kwaliteit kon worden geleverd als de specerijen die nog altijd via de Rode Zee naar Alexandrië, Caïro en Beiroet kwamen. De Portugezen probeerden deze concurrentie uit te schakelen door de Rode Zee-route "langs de achterdeur" over te nemen van de Mammelukken. Hun einddoel was de Kaaproute overbodig te maken door Alexandrië te veroveren, om vandaaruit de kruistocht naar Jeruzalem te voltooien. De Ottomanen veroverden in 1517 het Mammelukse sultanaat en blokkeerden deze ambities. Ze werden ook geduchte concurrenten in de Indische Oceaan. Nog in 1527 haalde het Ottomaanse Egypte meer winst uit de specerijenhandel dan de Portugese kroon.

## Periode Johan III (1521-1557)

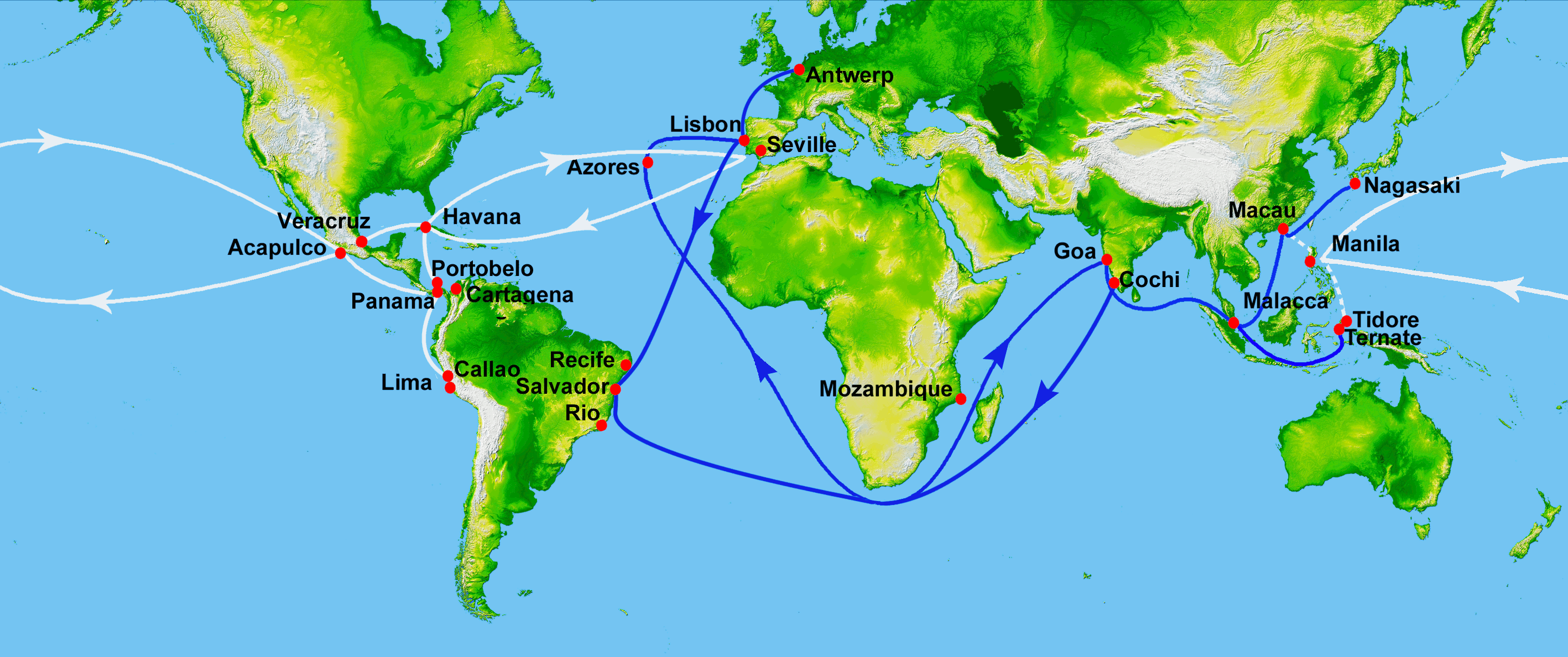
De nieuwe handelsroutes, waarmee Lissabon en Nagasaki verbonden werden (1580-1640) en de route van de Spaanse rivaal de Manillagaljoen, die begon in 1565 (wit)

Het lukte maar niet om een deel van de Molukken te veroveren, verder dan handelsposten kwam het niet. In 1519 startte Ferdinand Magellaan, een neef van Francisco Serrão, voor Spanje, zijn reis om de wereld. Na de reis, waarbij Magellaan in de Filipijnen werd vermoord, kwam de discussie op gang tussen Portugal en Spanje over de antimeridiaan. Dit probleem werd opgelost met het Verdrag van Zaragoza in 1529. Nu had Portugal de specerijhandel en de Trans-Atlantische slavenhandel in handen. Men kon beginnen met de opbouw van Brazilië en de suikerrietplantages.

### Aankomst in Japan
In 1543 waren Francisco Zeimoto, António Mota en António Peixoto de eerste Portugezen die aankwamen in Japan. Het eerste contact tussen Japan en de Europeanen vond waarschijnlijk plaats op 23 september van dat jaar. Volgens Fernão Mendes Pinto was het eiland Tanegashima de eerste plek die bezocht werd door de Portugezen. Met de aankomst van de Portugezen begon de periode van de Nanbanhandel (door de Japanners nanban-bōeki genoemd, letterlijk handel met barbaren uit het zuiden).
Op het einde van het leven van Johan III van Portugal, kon Portugees Macau worden gesticht.

## Periode Sebastiaan en kardinaal Hendrik (1557-1580)
Johan III werd opgevolgd door zijn kleinzoon Sebastiaan van Portugal. Zijn grootmoeder, Catharina van Oostenrijk weduwe van Johan III en zus van keizer Karel, was regentes van 1554 tot 1562 en daarna was het zijn grootoom, kardinaal Henrique van Evora, broer van Johan III, van 1562 tot 1568. Kardinaal Hendrik zorgde ervoor dat de uitbreiding van het koloniale rijk werd gedaan door de Jezuïeten. Eenmaal aan de macht was Sebastiaan een sociaal voelend heerser. In 1570 beval Sebastiaan dat de Braziliaanse indianen niet meer als slaven zouden worden gebruikt en eiste de vrijlating van zij die in gevangenschap werden vastgehouden. Om de vraag naar Afrikaanse slaven te kunnen beantwoorden, werd de stad Luanda in 1575 gesticht, de hoofdstad van Portugees-West-Afrika.
Zoals zijn voorgangers was hij begeesterd door de verovering van Marokko. De slag bij Ksar-el-Kebir in 1578 werd hem fataal, zijn lichaam is nooit meer teruggevonden. Zijn grootoom kardinaal Hendrik volgde hem op, maar stierf twee jaar later, dit betekende het einde van het koningshuis Aviz.

## Iberische Unie (1580-1640)
Een Portugese Successieoorlog brak uit. Filips II van Spanje kon op basis van zijn band met zijn moeder Isabella van Portugal (1503-1539) en de band met zijn eerste vrouw Maria Emanuela van Portugal de troon opeisen, wat ook gebeurde. Voor hij kon aantreden, moest hij akkoord gaan met de bepalingen van de Cortes de Tomar waarbij de autonomie van Portugal werd gevrijwaard. Wat niet werd bepaald waren de modaliteiten in verband met de slavenhandel. In 1595 werden de asiento's ingevoerd.
De Iberische Unie sleurde Portugal mee in de Tachtigjarige Oorlog. In 1601 brak de Nederlands-Portugese Oorlog uit. Omdat er geen specerijenhandel met de Portugezen meer kon worden gevoerd, werden Nederlanders gestimuleerd zelf de zo gewenste producten in Indië te gaan halen. De overzeese handelsactiviteiten van de Republiek buiten Europa groeiden hierdoor sterk. De in 1602 opgerichte Vereenigde Oostindische Compagnie (VOC) verjoeg de Portugezen uit het overgrote deel van Oost-Indië, Ceylon en een deel van Zuid-Azië. Portugal werd aan zijn lot overgelaten en had niet de middelen zich te verdedigen. Een schuchtere poging om het tij de doen keren was de oprichting van de Portugees Oost-Indische Compagnie (1628-1633) en dit met inbreng van privékapitaal.
Het ging van kwaad naar erger. Tijdens het Twaalfjarig Bestand tussen het Spaanse Rijk en de Verenigde Nederlanden kreeg de Republiek de tijd om zich te organiseren. Toen de Tachtigjarige Oorlog in 1621 hervatte, was de West-Indische Compagnie een feit. In 1630 slaagden de Nederlanders erin Brazilië te veroveren, in 1633 het eiland Arguin en in 1637 speelden de Portugezen Elmina kwijt.

## Portugese Restauratieoorlog (1640-1668)
De vele oorlogen die Spanje voerde, dwong hen tot heffen van hoge belastingen. Dit leidde tot onrust. Op 1 december 1640 begon er een opstand in Lissabon die uiteindelijk leidde tot Filips' afstand van de Portugese troon, die in handen kwam van het Huis Bragança, met koning Johan IV als staatshoofd. Tijdens deze Portugese Restauratieoorlog kwam een einde aan een zestig jaar durende unie tussen Spanje en Portugal, de Iberische Unie.
De oorlog met Nederland was nog niet voorbij en in 1641 verloren de Portugezen de Angolakust. Pas in 1648 dat Portugal kon een vuist kon maken. In 1652 raakten de bondgenoten, Engeland en Nederland, in conflict met elkaar. Portugal profiteerde van de situatie om Brazilië te heroveren. Met de Vrede van Den Haag (1661) kwam er een einde aan de Nederlands-Portugese Oorlog. Brazilië werd opnieuw Portugees met als compensatie een grote geldsom en de overheveling van Ceylon naar de VOC.
Het huwelijk van Karel II van Engeland met Catharina van Bragança betekende een vijand minder. In 1668 werd vrede gesloten met Spanje en kwam er een einde aan de Portugese Restauratieoorlog.

## Periode Peter II en Johan V (1668-1750)
In 1668 nam Peter II de taak over van zijn zwakzinnige broer Alfons VI. Tijdens zijn regeerperiode ontdekte men de goudmijnen van Minas Gerais in Brazilië. In 1693 brak de Braziliaanse goudkoorts uit en vele Portugezen emigreerden naar Brazilië.
In 1709 verbood Johan V (1706-1750) de emigratie, om de leegloop van Portugal tegen te gegaan. Tijdens zijn regering probeerde Johan zijn positie in Europa te versterken.
Tweehonderdvijftig jaar na het Verdrag van Tordesillas, waar een artificiële wereldgrens werd getrokken tussen de Portugese en Spaanse invloedssfeer, werd in 1750 met het Verdrag van Madrid een nieuwe grens getrokken die gebaseerd was op de werkelijke situatie.

## Periode Jozef I en markies van Pombal (1750-1777)
Koning Jozef I legde de macht in handen van de markies van Pombal. Na de grote aardbeving van Lissabon op 1 november 1755 en een moordpoging op de koning verdreef markies van Pombal de Tavorafamilie en de jezuïeten uit Portugal in september 1759. Daardoor verwierf hij controle over het openbare welzijn. Hij voerde op het Engelse voorbeeld gebaseerde economische hervormingen door. Hij schafte de slavernij in de Portugese koloniën in India af, reorganiseerde het leger, herstructureerde de universiteit van Coimbra en beëindigde de discriminatie van niet-katholieke christenen.

## Periode Maria I (1777-1807)
De eerste regeringstaak van Haar was het opzij schuiven van de markies van Pombal. In 1807 weigerde Portugal in te gaan op Napoleons eis om toe te treden tot het Continentaal stelsel (embargo tegen Engeland). Een Franse invasie onder leiding van maarschalk Junot volgde en Lissabon werd ingenomen op 1 december 1807. Twee dagen voor de invasie vertrokken 40 schepen op aandringen van de Britse regering, met de gehele Bragança-familie naar Brazilië op 13 november 1807 en werd er een hof in ballingschap gesticht in Rio de Janeiro. Junot werd tot gouverneur van Portugal verheven en hij deed er alles aan om Napoleons wil en wet uit te voeren.

## Portugese ontdekkingen

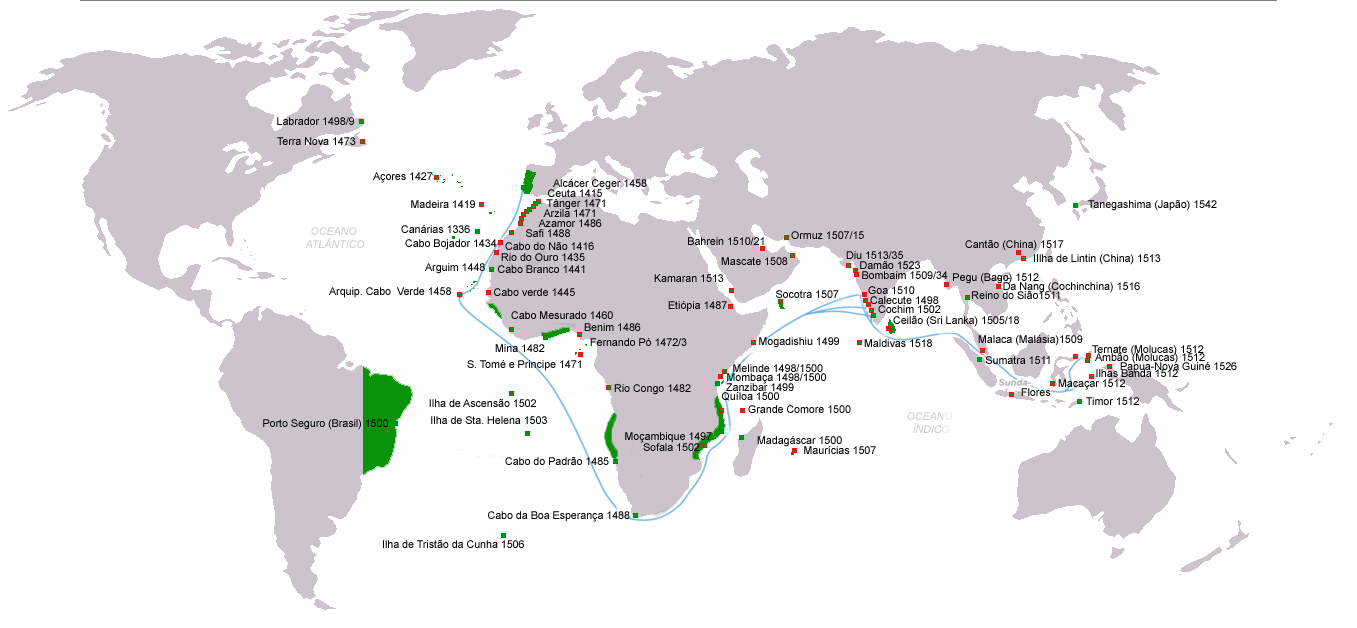
De ontdekkingen en reizen van de Portugezen: de data en de plekken van aankomst tussen 1415 en 1543 en de route naar India (blauw). De Portugese gebieden tijdens de periode van Johan III worden in groen weergegeven

## Huidige staten
Met de Portugese ontdekkingen kwamen de eerste Europeanen in een groot deel van de huidige landen in de overzeese gebieden. De Portugezen arriveerden het eerst in de volgende landen:
- Noord-Amerika – Canada (Newfoundland en Labrador)
- Zuid-Amerika – Brazilië
- Oceanië – Australië, Papoea-Nieuw Guinea, Vanuatu
- Afrika (Atlantische kust en eilanden) – Marokko (en Westelijke Sahara), Mauritanië, Senegal, Gambia, Kaapverdië, Guinee-Bissau, Guinee, Sierra Leone, Liberia, Ivoorkust, Ghana, Benin, Nigeria, Kameroen, Equatoriaal-Guinea, Gabon, Sao Tomé en Principe, Angola, Namibië, Zuid-Afrika.
- Afrika (Indische kust en eilanden) – Mozambique, Madagaskar, Tanzania, Mauritius, de Comoren, Kenia, Somalië.
- Azië – Jemen (Kamaran, Socotra), Oman, Bahrein, Iran (Ormuz), India (Goa, Damão e Diu, Dadrá e Nagar-Aveli, Calcutta, etc.), Sri Lanka, de Malediven, Thailand, Maleisië, Indonesië, Oost-Timor, Taiwan, China, Japan.
- Verschillende eilanden die bij Europese landen horen – Canarische Eilanden (SPA); Azoren en Madeira (POR); Ascension, Sint-Helena en Tristan da Cunha (VK).

De Filipijnen, de Noordelijke Marianen (VS) en Frans-Polynesië (FRA) zijn ontdekt door een Portugees in opdracht van Spanje: Ferdinand Magellaan, tijdens zijn reis rond de wereld.